# 中华人民共和国第六机械工业部
中华人民共和国第六机械工业部简称六机部，负责船舶制造。

## 简史
1951年，第六机械工业部前身——重工业部船舶工业管理局成立。
1952年，划归第一机械工业部，仍为船舶工业管理局（九局）。局长陈扬，副局长程望。
1960年9月15日，将军事工业部分从第一机械工业部划出，由新成立的第三机械工业部管理。
1963年，第六机械工业部由第三机械工业部分出，研制出核潜艇、远洋探测船、万吨轮等。
长期以来，中国造船工业形成了六机部、交通部（设水运工业局）、水产部、地方的多头割据、各自为政、军民修造各搞一套的局面。1973年6月，成立全国造船统筹办公室，隶属于国务院。主任粟裕，副主任程望、李衡生。1975年2月撤销统筹办。
1979年中共十一届三中全会后，研制完成弹道导弹核潜艇和远洋测量船队两项重大工程。
1982年改为中国船舶工业总公司。1988年，中船总公司承担的政府职能转交给机械电子工业部船舶工业行业办公室（简称“船办”）。1995年，中国船舶工业行业协会成立。
1999年又分为中国船舶工业集团公司和中国船舶重工集团公司。
2019年，中国船舶工业集团公司和中国船舶重工集团公司合并，联合重组为中国船舶集团有限公司。

## 机构设置
- 生产局

## 历任部长
1. 方强
2. 黄忠学（革命委员会主任）
3. 边疆
4. 柴树藩
5. 安志文